# Dassault Communauté
Dassault MD 415 Communauté je bio francuski dvomotorni zrakoplov razvijen tijekom 1950-ih. Glavna namjena mu je bila održavanje veze a u sekundarnoj ulozi mogao je pružati vatrenu potporu.

Jedini napravljeni zrakoplov je koristio Dassault za vlastite potrebe do 1964. kada je prizemljen i stavljen u pričuvu.